# Chêne pubescent
Quercus pubescens
Pour les articles homonymes, voir chêne blanc.
 (janvier 2021).
Si vous disposez d'ouvrages ou d'articles de référence ou si vous connaissez des sites web de qualité traitant du thème abordé ici, merci de compléter l'article en donnant les références utiles à sa vérifiabilité et en les liant à la section « Notes et références ».
Espèce
Classification phylogénétique
Répartition géographique
Statut de conservation UICN

 LC  : Préoccupation mineure

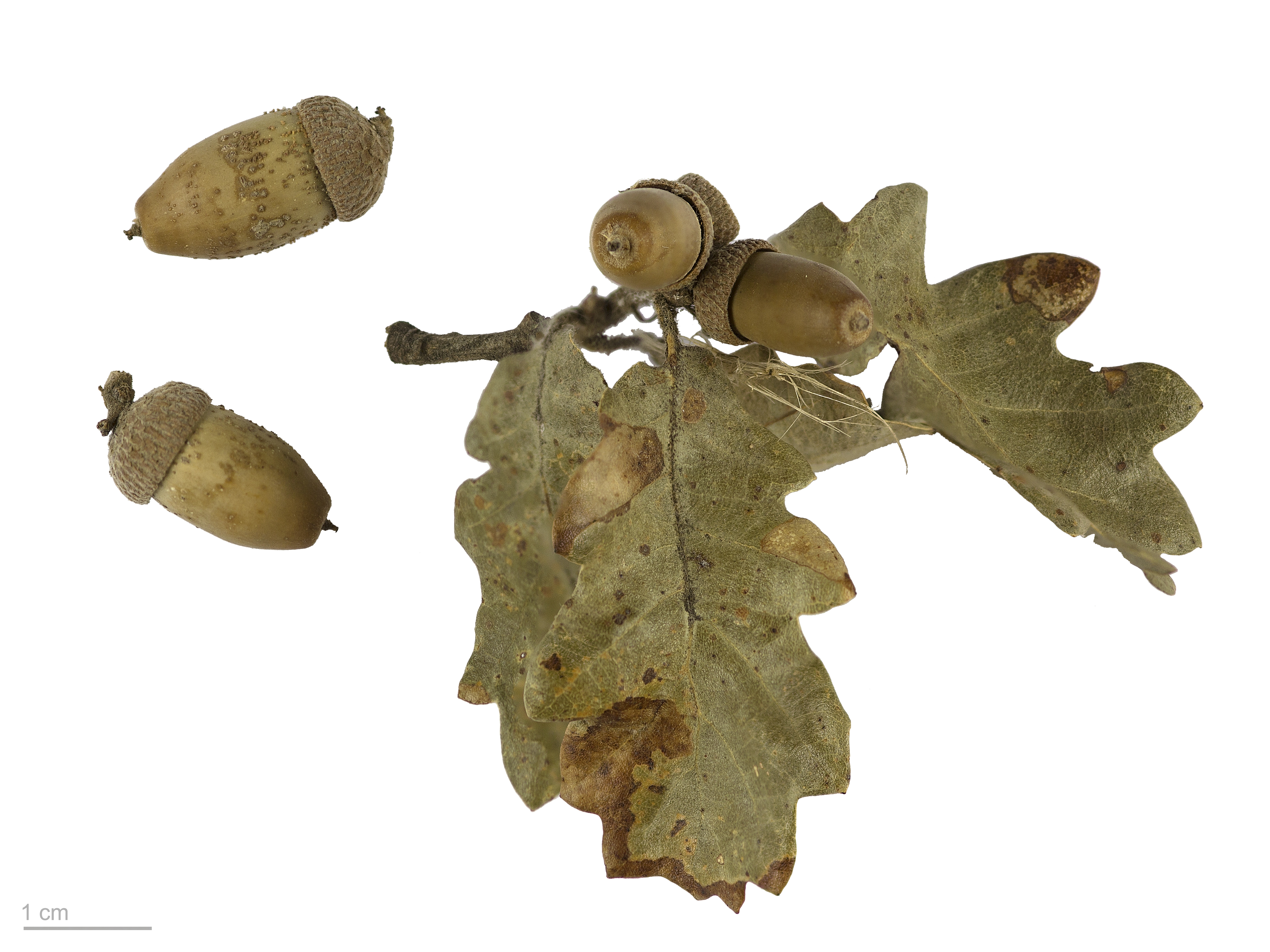
Quercus pubescens - Muséum de Toulouse

Le chêne pubescent (Quercus pubescens) est une espèce d'arbres à feuillage caduc des régions tempérées de l'hémisphère nord, appartenant à la famille des Fagaceae. Son nom vient du latin pubescens : à poils courts et mous (face inférieure des feuilles et jeunes rameaux). Espèce thermophile, elle est adaptée à la sécheresse. Elle est parfois appelée chêne blanc, chêne blanc de Provence et dans le bassin aquitain chêne noir. Il ne faut pas le confondre avec le chêne blanc d'Amérique, Quercus alba. En Provence en Lozère et en Ardèche, son nom occitan blacàs a donné par dérivation nombre de toponymes et patronymes : Blachère, Blanquere, Blaquière, etc.

## Dénominations
Outre le nom de chêne pubescent, Quercus pubescens est aussi appelé chêne noir, chêne blanc et chêne truffier en français.

## Caractéristiques
L'arbre mesure jusqu'à 20 mètres de haut,. Son feuillage est caduc. Il est marcescent, c'est-à-dire que ses feuilles sèchent et restent en place tout l'hiver ; elles tombent au printemps dès la poussée des jeunes feuilles. Il atteint sa maturité à 15 ans et possède une durée de vie de plus de 500 ans.

Il s'agit d'une espèce monoïque dont la date de floraison s'étend d'avril à mai. Elle est pollinisée par le vent (espèce anémophile) mais dispersée par les animaux (zoochorie). L'espèce est post-pionnière.

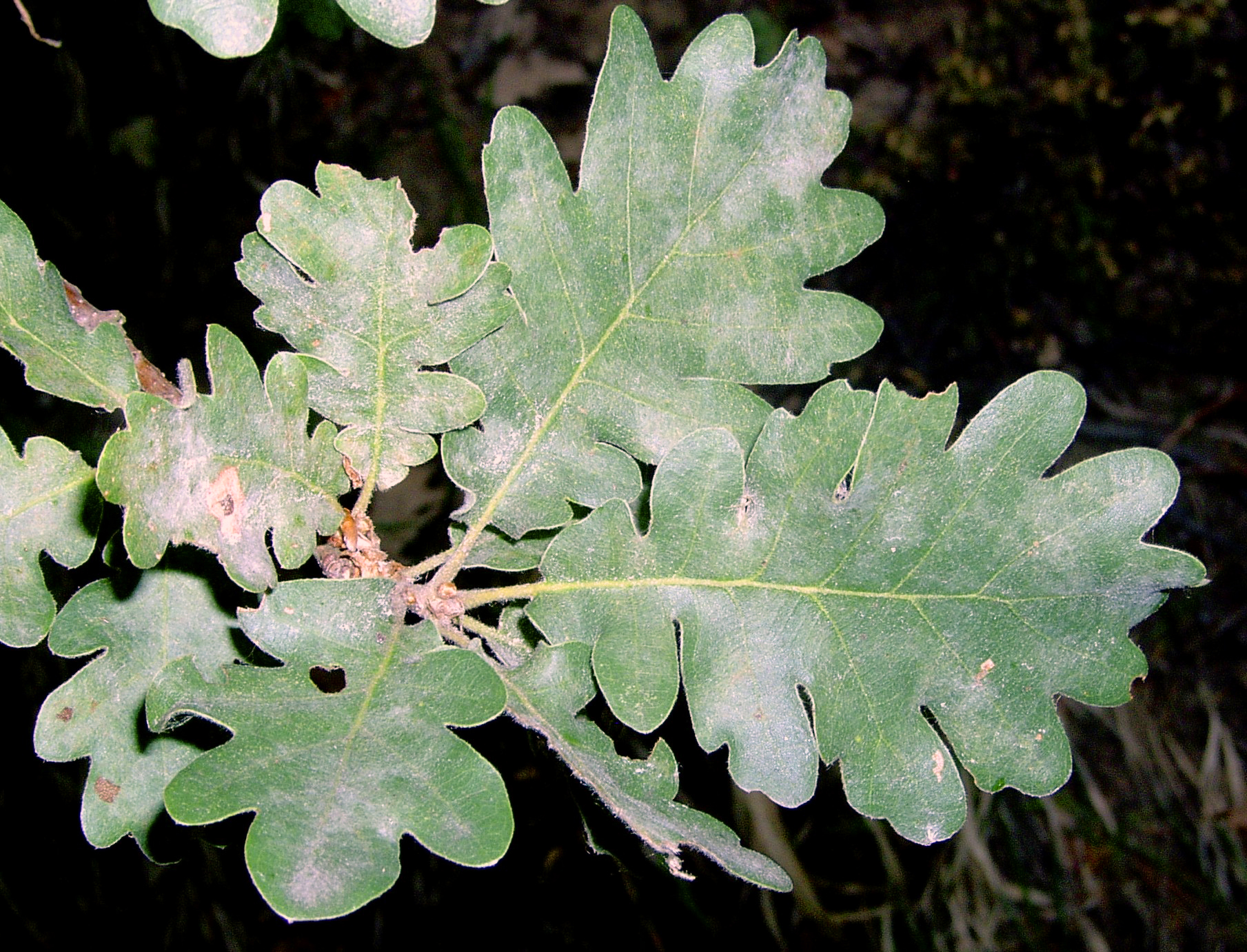

Son tronc est souvent court et tortueux dans les champs mais long et droit en forêt. Son houppier est ample et clair. Ses jeunes rameaux sont pubescents et grisâtres. Les bourgeons sont bruns, ovoïdes et pointus. Les feuilles sont alternes, glabres dessus, pubescentes-tomenteuses dessous et de couleur gris-vert, ; le limbe à lobes triangulaires-oblongs mesure de 6 à 9 cm, le pétiole est long de moins de 2 cm. Les glands sont sessiles et les écailles de la cupule sont apprimées.

## Écologie

### Habitat et distribution
Cette espèce forme des bois clairs ou se développe dans les friches, sur les sols calcaires de coteaux. Quercus fait référence au Quercy[réf. nécessaire], ancienne région française zonée par un socle calcaire (roche mère souvent affleurante ou recouverte d’une fine pelouse calcaire).
Elle est présente essentiellement dans l'Europe du Sud et le Moyen-Orient. On la trouve également en Europe centrale (Weinviertel en Autriche), et elle se développe sur sol calcaire dans la moitié nord de la France. Elle est absente en Bretagne et dans les Landes.
On ne retrouve pas cette espèce au-dessus de 1 600 mètres d'altitude. Elle appartient à l'étage collinéen.
Elle « est l’espèce décidue la plus présente en forêt méditerranéenne française ».

### Exigences écologiques
L'espèce est thermophile mais supporte le froid ; elle est aussi héliophile et se développe sur pratiquement tous les types de sol.

## Classification
L'Agence européenne pour l'environnement considère ce taxon comme invalide et comme étant synonyme de Quercus pyrenaica. Cela va à l'encontre des données de l'INPN en France et des références en taxonomie.
Quercus pubescens, Quercus petraea, Quercus pyrenaica et Quercus robur sont quatre espèces très proches génétiquement, avec une forte hybridation dans les forêts européennes. Il existe cependant des marqueurs génétiques permettant de les différencier.

## Utilisation
Le bois de chêne est utilisé pour la construction de bâtiments et de meubles. Les graines sont utilisées dans l'alimentation humaine et animale.

### Trufficulture
Avec le chêne vert et le chêne sessile, le chêne pubescent, aussi appelé chêne truffier, est une des principales espèces de chêne utilisée pour la trufficulture.

### Reboisement
Compte tenu de sa bonne résistance aux incendies et à la sécheresse, le chêne pubescent est avec le chêne vert une des principales espèces de chêne utilisées pour les reboisements artificiels. Il est également planté pour prévenir les incendies.

## Agriculture
Essence plus thermophile que le chêne sessile, le chêne pubescent est suffisamment proche génétiquement de celui-ci (syngamie) pour que de l'hybridation se produise, certains des caractères du chêne pubescent pouvant être transmis aux chênes sessiles (et pédonculés). Cette hybridation est recherchée car elle permet au chêne sessile dérivé d'être mieux armé que d’autres espèces, telles que le hêtre, face aux épisodes secs et chauds, ce qui représente un atout dans le cadre du réchauffement climatique.
Pour le semis de reboisement, mieux vaut cueillir les glands plutôt que les récolter au sol. Commencer la cueillette des glands de teinte brune 15 jours après que les premiers glands (généralement tarés : malades, creux…) sont tombés au sol. Ne pas conserver les glands en sacs ou autres contenants en plastique. Préférer des sacs de jute ou contenants en bois ajourés (cagettes). Les glands se conservent au frais et à l'humidité dans du sable pendant 2 mois. Pour une conservation plus longue, on peut placer un sac perforé (pas de sac fermé hermétiquement) de glands mélangés à du sable au réfrigérateur entre 1 et 4 °C.
L'idéal est de planter dès la récolte dans un trou de 30 cm ameubli en tous sens. Pour la plantation en masse, on peut utiliser une canne à semer. Le gland est à semer entre 3 et 5 cm de profondeur. Pour protéger le semis des prédateurs comme le rat ou le sanglier, on peut placer par-dessus le gland un carré de grillage fin de 20 cm de côté à mailles de 1 cm. Celui-ci pourra être laissé en place et se dégradera avec le temps.